# Nicolas Marchant
Nicolas Marchant est un docteur en médecine et botaniste français, mort à Paris en 1678.

## Biographie
Il s'est fait recevoir docteur en médecine de l'université de Padoue. De retour en France, il s'est surtout intéressé à la botanique. Il a été premier botaniste et apothicaire de Gaston d'Orléans jusqu'en 1660.
Gaston d'Orléans lui a fait obtenir le poste directeur de la culture des plantes du Jardin du roi. Nicolas Marchant a enrichi le Jardin du roi d'un grand nombre de plantes étrangères. En 1680, il avait déjà fait venir de l'étranger plus de 500 graines et plantes. Il les a cultivées pour qu'elles fleurissent, les a décrites et les a fournies au laboratoire pour les analyser et au dessinateur de l'Académie pour en faire les dessins.
Il a été un des membres fondateurs de l'Académie royale des sciences, botaniste, en 1666. En 1668, Nicolas Marchant qui était aussi anatomiste a monté le squelette du castor qui a été le premier montré dans la salle des squelettes.
L'Académie royale des sciences avait estimé qu'il était nécessaire de revoir tout ce que les Anciens et les Modernes avaient écrit sur la botanique et d'en faire une description plus précise. Par rapport à l'histoire des plantes, Denis Dodart avait proposé un projet de plan général qu'il a mis en œuvre avec Nicolas Marchant et son fils.
Il a laissé sous forme manuscrite le catalogue des plantes de la banlieue de Paris à dix lieues à la ronde, et une flore du Havres à Dunkerque (1642).
Il est le père du botaniste Jean Marchant .

## Hommage
Son fils, Jean Marchant, a donné le nom de Marchantia à un genre de la famille des Marchantiaceae (hépatiques).

## Publication
- Description des Plantes données par l'Académie, Paris, 1676[6].